# Ahmed ibn Yakub
Ahmed ibn Yakub (... – 872) è stato un emiro di Sicilia per conto della dinastia aghlabide.
Governò per breve tempo, dall'871 all'872.